# ダナエ (ジェンティレスキ)
『ダナエ』（伊: Danae、英: Danaë）、または『ダナエと黄金の雨』（ダナエとおうごんのあめ、伊: Danae e la pioggia d'oro、英: Danaë and the Shower of Gold）は、イタリア・バロック期の画家オラツィオ・ジェンティレスキが1621-1623年にキャンバス上に油彩で制作した絵画である。古代ギリシャ神話に登場するダナエを主題としている。2016年1月28日にニューヨークのサザビーズでの競売の際、それ以前の過去数十年間で競売に付された最も重要なバロック絵画としてロサンゼルスのJ・ポール・ゲティ美術館に30,500,000米ドルで落札され、以来同美術館に所蔵されている。同じくジェンティレスキの手になるJ・ポール・ゲティ美術館蔵の『ロトとその娘たち』と並べて展示されている。

## 作品
この絵画は、1621年にオラツィオ・ジェンティレスキをジェノヴァに招いたジョヴァンニ・アントニオ・サウリ (Giovanni Antonio Sauli) により委嘱された。ジェンティレスキはサウリのために『悔悛するマグダラのマリア』 (個人蔵) や『ロトとその娘たち』を含む数々の作品を描いた。これらの作品は、ジェンティレスキに影響を与えたカラヴァッジョ的な自然主義と、ジェンティレスキが発展させた、彼の故郷トスカーナ地方の抒情性を融合したものである。
オウディウスの『変身物語』によれば、アルゴスの王アクリシオスには、大変な美しさを持つダナエという娘がいた。ところがある日、ダナエから生まれた男子が王を殺すという不吉な神託が下された。アクリシオスは神託の成就を妨げるべく、宮殿の地下に青銅の牢を設け、ダナエを閉じ込め、誰も近づけないようにした。そのようなダナエを様子を見ていた神々の王ゼウスは彼女の美貌に目を奪われ、恋をした。そして黄金の雨に化身して、わずかな隙間からダナエの上に降り注ぎ、彼女と交わった。こうして誕生したのが英雄ペルセウスである。この神話は、イエス・キリストの聖なる懐胎、「受胎告知」へのキリスト教信仰に先立つものと見なされている

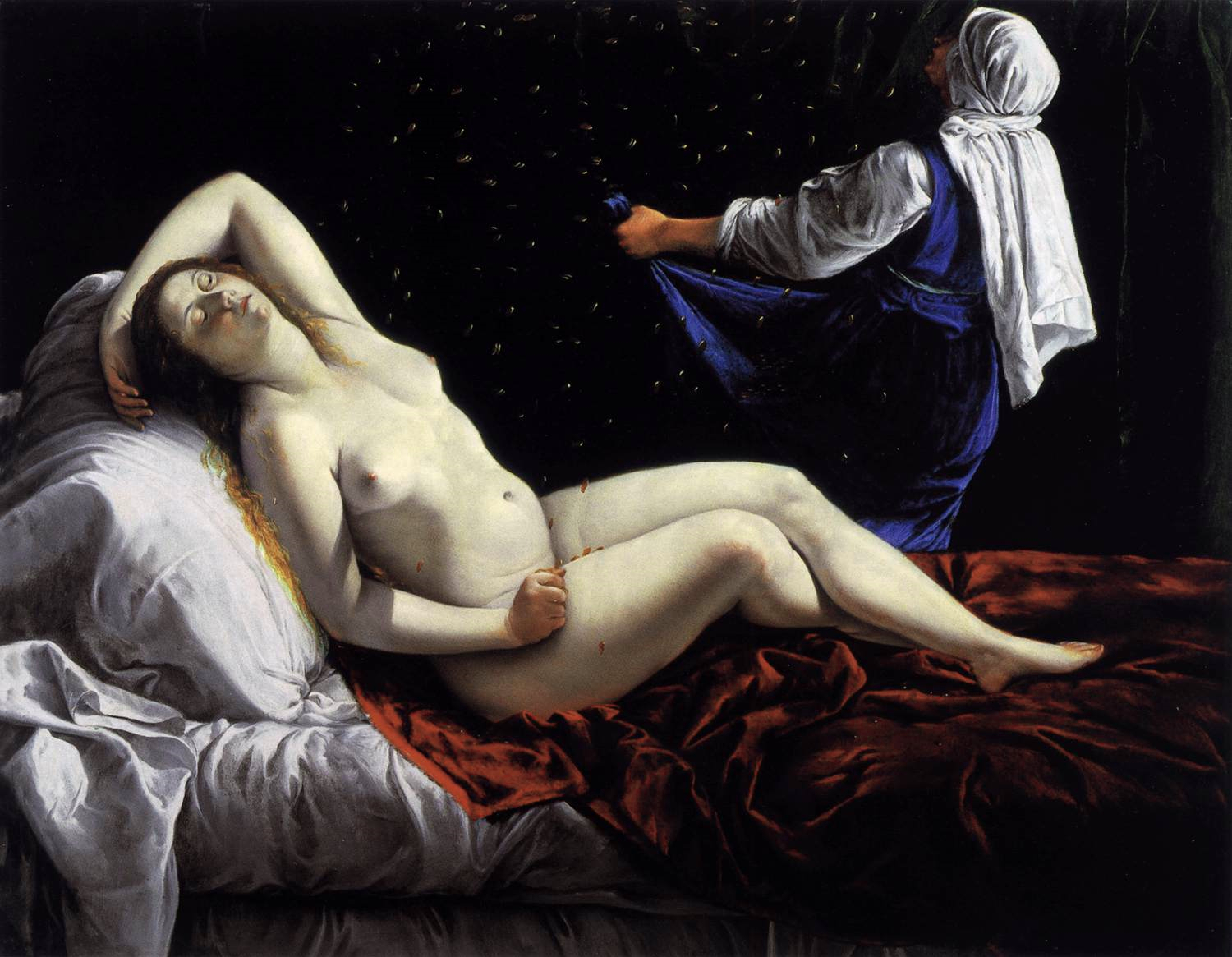
アルテミジア・ジェンティレスキ『ダナエ』(1612年ごろ)、セントルイス美術館

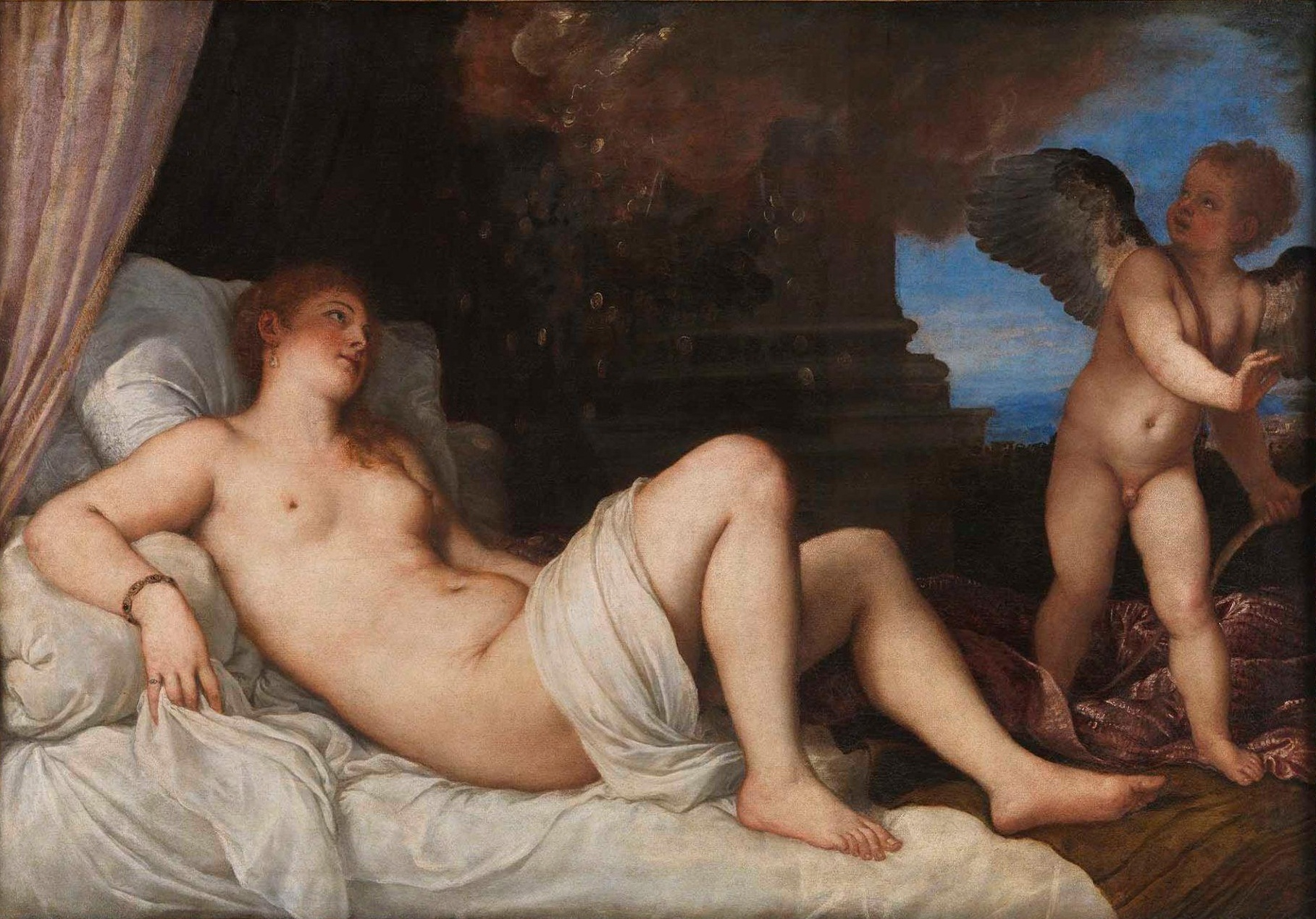
ティツィアーノ・ヴェチェッリオ『ダナエ』 (1544年)、カポディモンテ美術館

画面におけるゼウスの登場はエロスによって伝えられており、彼は暗緑色のカーテンを引いて、黄金の雨を引き入れている。鑑賞者もまた、この場面を目撃すべく招かれている。ジェンティレスキは、黄金の金貨と落下するリボンをダナエの彫刻的な身体と古典的な魅力が持つ清澄さと融合させている。ダナエは金色の毛布が掛けられた白いマットレスの上に横たわり、ゼウスを待っている。彼女の身体像は非常に官能的である (恥部にのみ透明なヴェールが掛けられている) が、画家は非常な優雅さと節度をもって描いているため、下品なものにはなっていない。ダナエは、避けられない運命を受け入れる貞節な人物として表されている。本作のダナエは、ジェンティレスキがファルネーゼ宮殿で見た可能性がある、ティツィアーノの『ダナエ』 (カポディモンテ美術館、ナポリ) の官能性とは非常に異なっている。本作は、上述のようにカラヴァッジョの自然主義をトスカーナ地方の抒情性と融合させているのである。
なお、ジェンティレスキの娘のアルテミジア・ジェンティレスキも、本作に先立ち『ダナエ』 (1612年ごろ、セントルイス美術館) を描いている。